# Повіт Інасікі
Пові́т Іна́сікі (яп. 稲敷郡, いなしきぐん, МФА: [inaɕi̥kʲi guɴ]) — повіт в префектурі Ібаракі, Японія.